# Fresnes (Val-de-Marne)
Pour les articles homonymes, voir Fresnes.
Fresnes est une commune française située dans le département du Val-de-Marne en région Île-de-France, au sein de la Métropole du Grand Paris.
Elle est notamment connue pour accueillir le centre pénitentiaire de Fresnes, qui est l'un des plus importants établissements pénitentiaires de France.

## Géographie

### Localisation

Localisation de Fresnes dans le Val-de-Marne.

Fresnes se trouve à 12 kilomètres au sud du centre de Paris. Située au sud-ouest du département du Val-de-Marne, la commune jouxte les départements des Hauts-de-Seine (Antony) et de l'Essonne (Wissous).

### Hydrographie

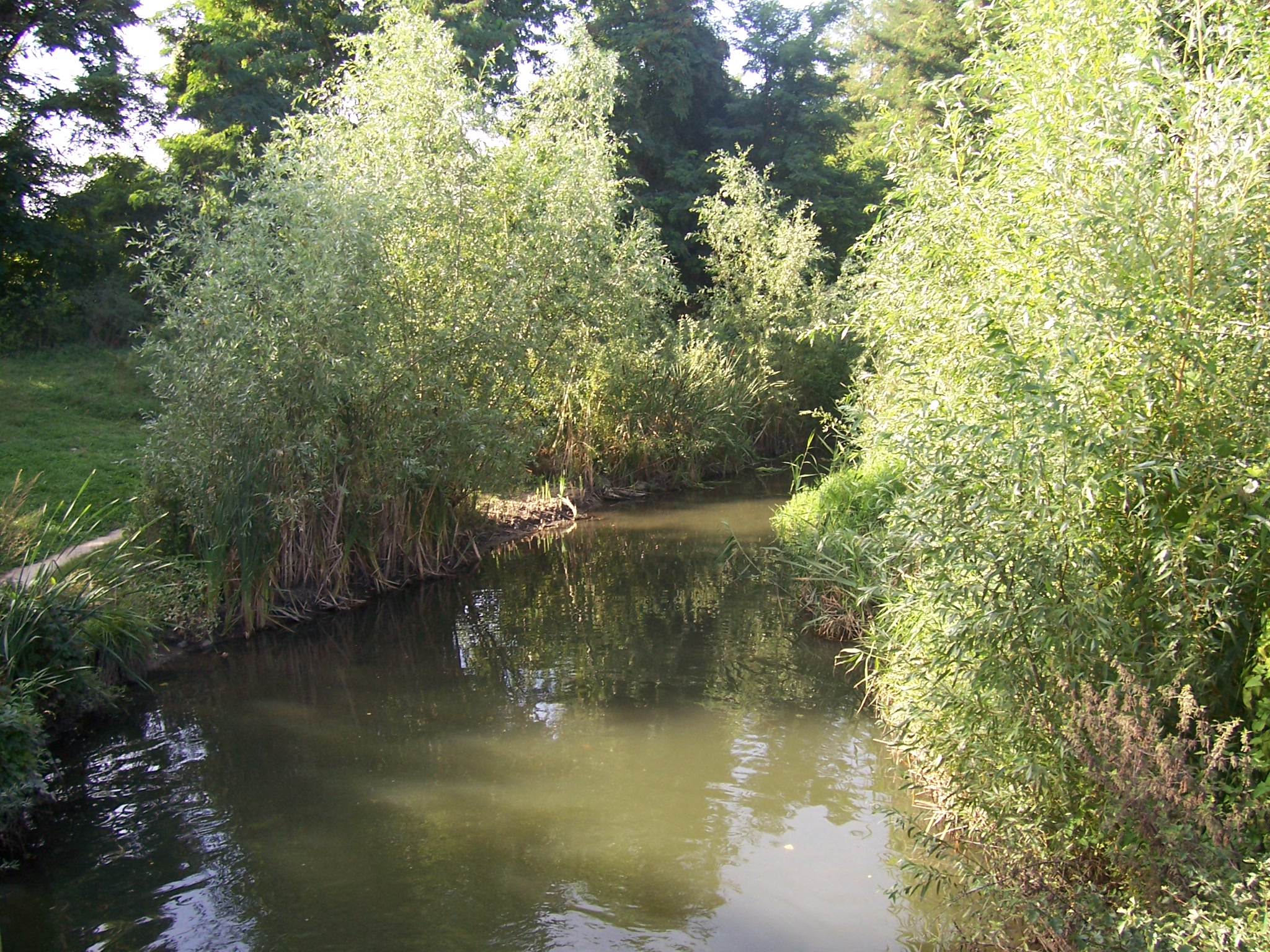
La Bièvre à Fresnes.

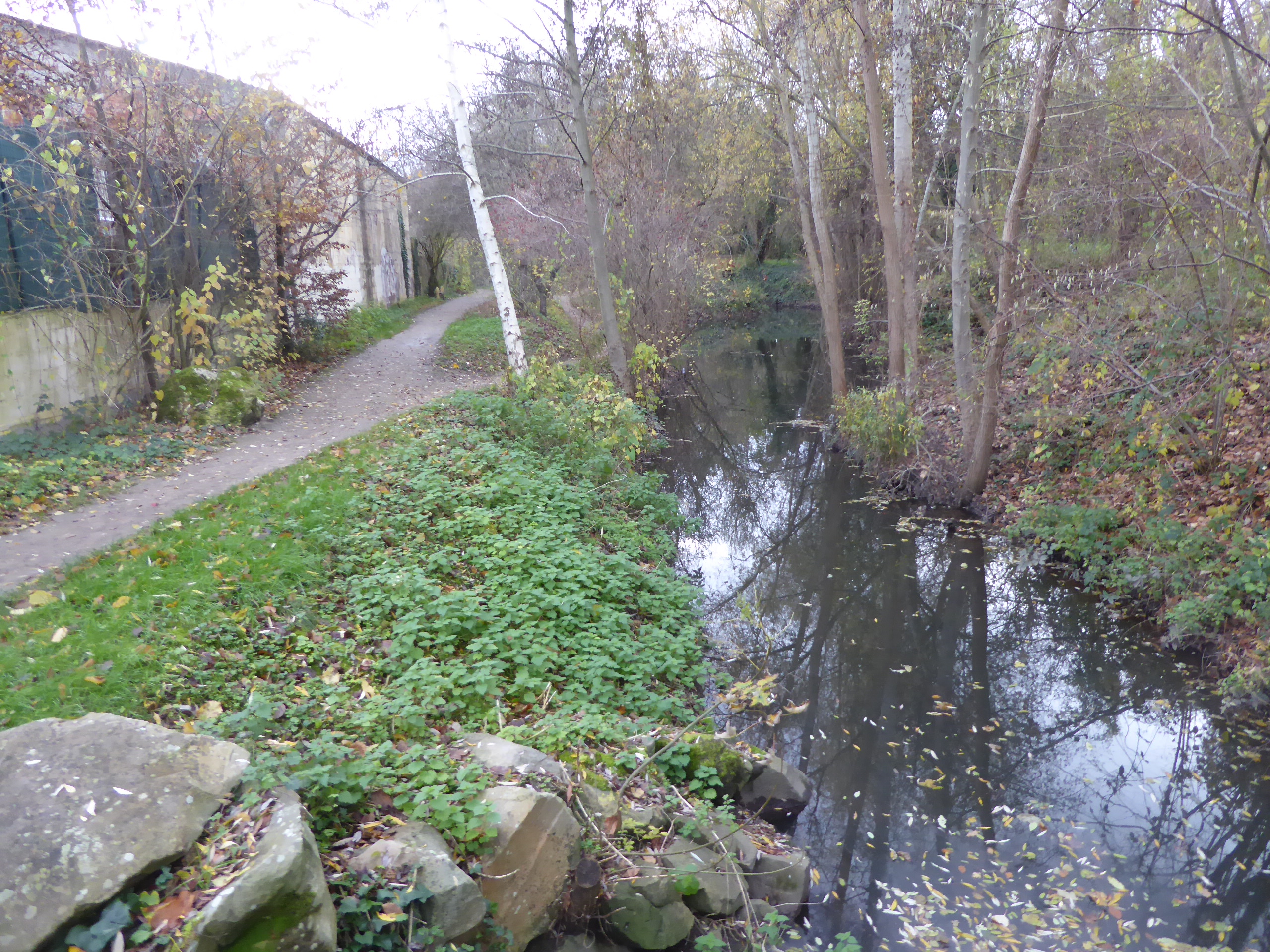
Fresnes Bièvre dans le parc des prés de la Bièvre

Fresnes est traversée par la Bièvre qui coule de nouveau à l'air libre depuis 2003 sur un tronçon de 200 mètres dans le parc des Prés de la Bièvre, ainsi que par le ru de Rungis.
La Bièvre était divisée en 2 bras venant d'Antony en amont :
- le bras mort divisé en multiples dérivations serpentait dans les prairies où ont été aménagés au cours des années 1960-1970 des ensembles d’immeubles collectifs La Peupleraie et le Domaine du Moulin de Berny.

Le confluent avec le ru de Rungis, affluent qui prend sa source à Rungis au lieu-dit la Colline Cacao, était situé dans ces prairies à proximité de l’emplacement du carrefour de la rue Yvon avec le boulevard Pasteur.
La Bièvre recevait également au sud-ouest du domaine de la Peupleraie le ru de Morteau qui s’écoulait de l’extrémité sud du grand canal du parc de Sceaux, traversait le territoire de la commune d’Antony et un très modeste ruisseau, le ru de Fresnes qui prenait sa source près de la rue de la Source. Son cours était situé entre les actuelles rues Ambroise-Roux et de Verdun, traversait cette rue et se jetait dans la Bièvre près de l’avenue Pasteur. Le ru de Fresnes a disparu vers 1925 dans les lotissements pavillonnaires.
- Le bras vif  à la limite avec Antony sur le tracé de la Promenade du Barrage et en ligne droite jusqu'à la rue Léon Bernard à la limite communale. Ce bras artificiel alimentait le moulin de Berny accolé à l'ancien château de Berny dont le parc loti en 1905 s'étendait à Antony jusqu'à la route nationale 20.
- Le bras mort et le bras vifs se rejoignaient près de la route nationale 186. Au nord de la RN 186, la Bièvre s’écoulait dans des prairies entre les futures rues de la Cité Jeanne d’Arc et du Professeur Bergonié à l’arrière des pavillons, croisait la rue Louis Lépine, traversait la ZA des prés où le parcours de la rivière, non accessible, correspond au dallage[1].

En aval de cette zone, Fresnes a financé en 2003 la création du parc des Prés de la Bièvre avec mise au jour d'un tronçon de 200m de la Bièvre pour un coût de construction d'un demi-million d'euros

## Climat
Pour des articles plus généraux, voir Climat de l'Île-de-France et Climat du Val-de-Marne.
En 2010, le climat de la commune est de type climat océanique dégradé des plaines du Centre et du Nord, selon une étude du CNRS s'appuyant sur une série de données couvrant la période 1971-2000. En 2020, Météo-France publie une typologie des climats de la France métropolitaine dans laquelle la commune est exposée à un climat océanique altéré et est dans la région climatique Sud-ouest du bassin Parisien, caractérisée par une faible pluviométrie, notamment au printemps (120 à 150 mm) et un hiver froid (3,5 °C).
Pour la période 1971-2000, la température annuelle moyenne est de 11,7 °C, avec une amplitude thermique annuelle de 15,4 °C. Le cumul annuel moyen de précipitations est de 650 mm, avec 10,6 jours de précipitations en janvier et 7,7 jours en juillet. Pour la période 1991-2020, la température moyenne annuelle observée sur la station météorologique la plus proche, située sur la commune de Choisy-le-Roi à 6 km à vol d'oiseau, est de 12,7 °C et le cumul annuel moyen de précipitations est de 607,2 mm,. Pour l'avenir, les paramètres climatiques de la commune estimés pour 2050 selon différents scénarios d'émission de gaz à effet de serre sont consultables sur un site dédié publié par Météo-France en novembre 2022.

## Urbanisme

### Typologie
Au 1er janvier 2024, Fresnes est catégorisée grand centre urbain, selon la nouvelle grille communale de densité à sept niveaux définie par l'Insee en 2022.
Elle appartient à l'unité urbaine de Paris, une agglomération inter-départementale regroupant 407  communes, dont elle est une commune de la banlieue,,. Par ailleurs la commune fait partie de l'aire d'attraction de Paris, dont elle est une commune du pôle principal,. Cette aire regroupe 1 929 communes,.

### Morphologie urbaine

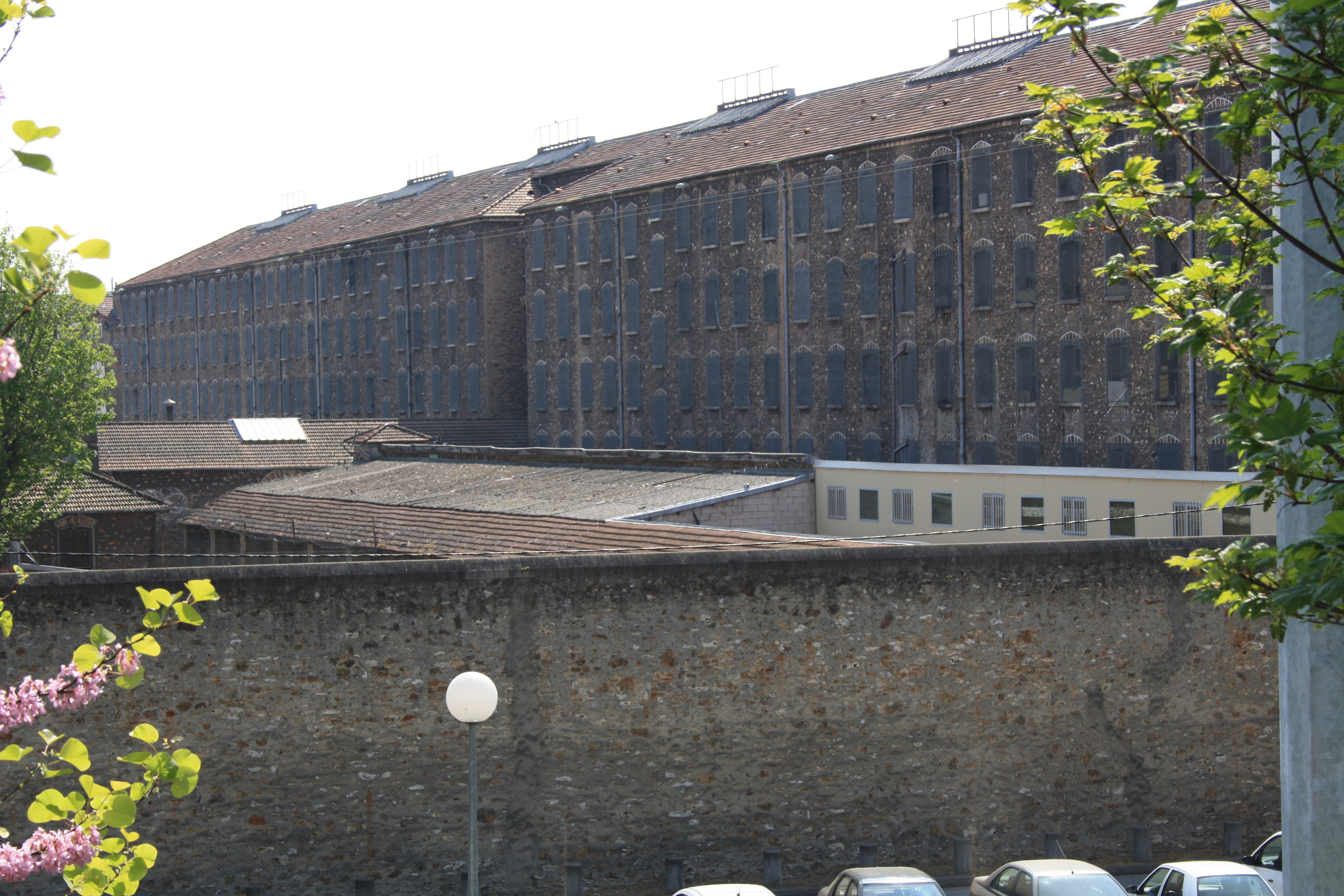
Maison d'arrêt de Fresnes.

Une caractéristique de la commune est d'avoir son territoire fragmenté par les deux axes majeurs que sont l'A6 et l'A86. Ainsi on trouve, d'est en ouest :
- à l'est de l'A6A et de l'A6B, la plaine agricole de Montjean et le parc d'activités Médicis ;
- immédiatement à l'ouest de ces voies, l'éco-quartier et les parcs d'activité de la Cerisaie (nord et sud) ;
- enfin, sur la moitié ouest du territoire, le secteur résidentiel, lui-même séparé en quartiers nord et sud par l'A86, une partie du quartier nord étant de surcroît elle-même isolée par le domaine pénitentiaire.

### Quartiers
Fresnes compte plusieurs cités et résidences :
- Le Clos La Garenne (Centre-Ville)
- Le Val de Bièvre "Les 32" (Centre-Ville)
- Les Thibaudes (quartiers Sud)
- Toit & Joie (quartiers Sud)
- Maurice Ténine (Centre-Ville)
- La Sablonière "La Poterne" (quartiers Sud)
- La Cerisaie (quartiers Sud)
- La Peupleraie (quartiers Ouest)
- Les Anémones (quartiers Ouest)
- Les Gémeaux (quartiers Sud)
- Les Tourvoies (quartiers Sud)
- La Fosse aux Loups (quartiers Nord)
- La Lutece (quartiers Nord)
- La Vallée aux Renards (quartiers Nord)
- Charcot-Zola, quartier Emile-Zola (quartiers Nord)
- Les Groux (quartiers Nord)
- Bergonie-Frères Lumière (quartiers Nord)
- Les Corsaires (quartiers Nord)

### Habitat et logement
En 2019, le nombre total de logements dans la commune était de 12 004, alors qu'il était de 10 769 en 2014 et de 9 976 en 2009.
Parmi ces logements, 92,8 % étaient des résidences principales, 0,9 % des résidences secondaires et 6,3 % des logements vacants. Ces logements étaient pour 13,2 % d'entre eux des maisons individuelles et pour 85,4 % des appartements.
Le tableau ci-dessous présente la typologie des logements à Fresnes en 2019 en comparaison avec celle du Val-de-Marne et de la France entière. Une caractéristique marquante du parc de logements est la proportion de résidences secondaires et logements occasionnels (0,9 %) inférieure de moitié à celle du département (1,8 %) et dix fois moindre que celle de la France entière (9,7 %). Concernant le statut d'occupation de ces logements, 48,8 % des habitants de la commune sont propriétaires de leur logement (53,5 % en 2014), contre 45,1 % pour le Val-de-Marne et 57,5 pour la France entière.
| Typologie                                               | Fresnes | Val-de-Marne | France entière |
| ------------------------------------------------------- | ------- | ------------ | -------------- |
| Résidences principales (en %)                           | 92,8    | 92,4         | 82,1           |
| Résidences secondaires et logements occasionnels (en %) | 0,9     | 1,8          | 9,7            |
| Logements vacants (en %)                                | 6,3     | 5,7          | 8,2            |

### Projets d'aménagements
(avril 2015).
Fin 2010, les grands chantiers concernaient :
- le quartier Charcot-Zola avec la construction d'un centre de protection maternelle et infantile (PMI) et une crèche départementale.
- le quartier des Frères-Lumière avec la restructuration du groupe scolaire des Frères Lumière, la construction de la nouvelle école maternelle et deux programmes de logements
- le chantier de la Cité-Scolaire, avenue de la République sur le site de l'ancien collège Saint-Exupéry et du CAPAS qui sera délocalisé : il consiste en la création d'une "cité scolaire" comprenant le nouveau collège Saint-Exupéry reconstruit et la création d'une école maternelle et primaire.

Par ailleurs, des travaux relatifs à l'aménagement de l'A86 devaient se terminer mi-janvier 2011 : mise en sécurité du tunnel de l'A86 (fin décembre 2010, 4 nuits par semaine) et travaux d'étanchéité et de réfection des joints du pont enjambant l'A86 avenue de la Cerisaie.
Un écoquartier, situé à la Cerisaie, est en construction et est habité depuis la fin 2014. Ce projet est le lauréat 2011 du concours régional Nouveau Quartier Urbain (NQU). L'écoquartier comporte notamment l'Îlot K, un immeuble novateur dans son approche car, de forme allongée et arrondie, longeant l'autoroute A6, il joue le rôle de mur anti-bruit géant pour le reste du quartier.

### Voies de communication et transports

#### Infrastructures de transport

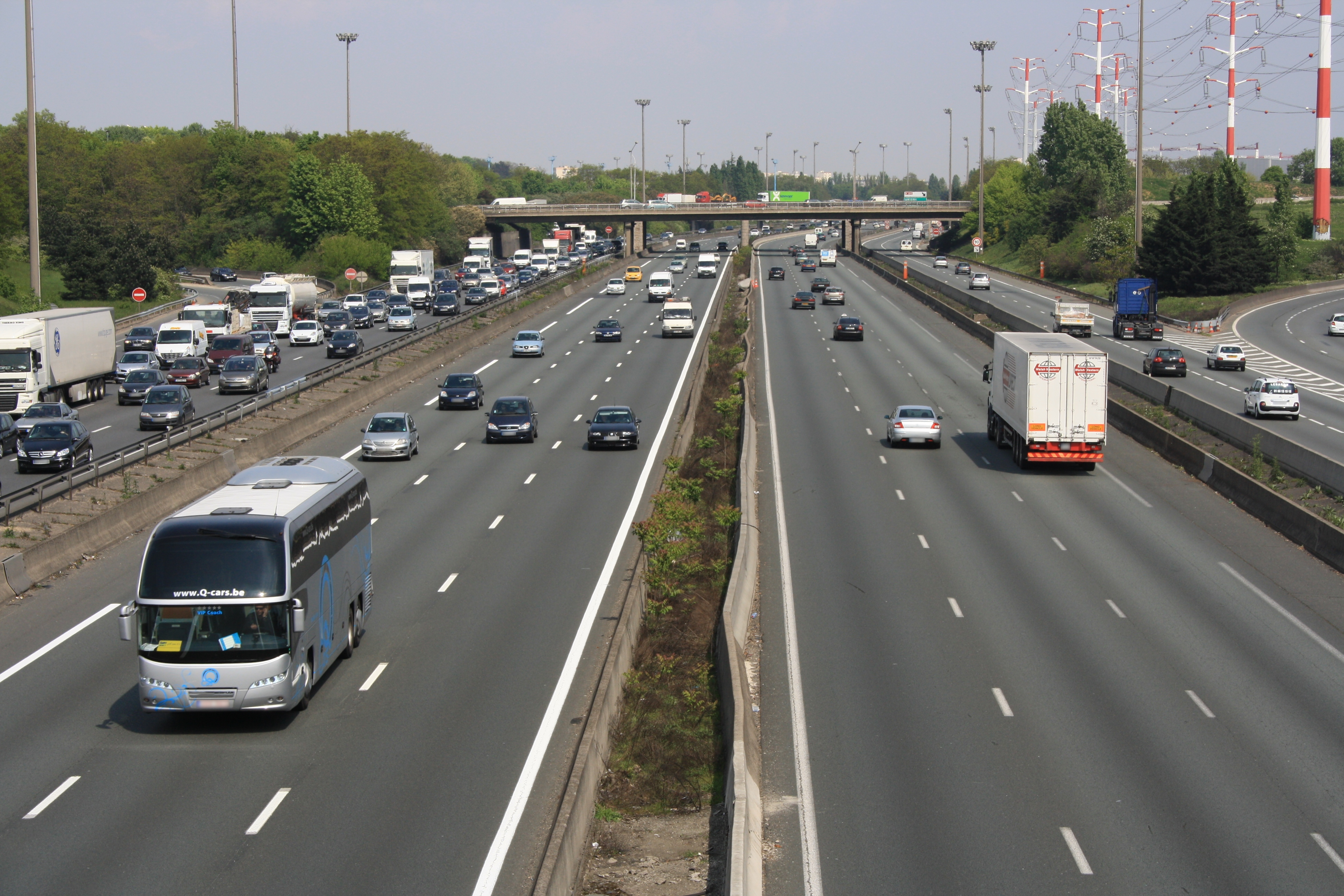
L'A6 depuis un pont de Fresnes.

- Par les autoroutes l'A6 et son l'échangeur avec l'A10 (axe nord/sud) ainsi que l'A86 sortie Fresnes (axe est/ouest).
- N 20 depuis la porte d’Orléans jusqu’au carrefour de la Croix de Berny, puis direction Fresnes centre-ville.

Fresnes contient peu de pistes cyclables. La principale couvre l'ensemble du parc Médicis.

#### Transports en commun
La commune est desservie depuis le 21 juillet 2007 par le Trans-Val-de-Marne. En outre, cinq lignes du réseau de bus RATP desservent la commune.
Depuis septembre 2007, la ligne v2 du réseau de bus Valouette va de Fresnes à L'Haÿ-les-Roses.
Trois stations de RER desservent Fresnes mais sont situées sur le territoire d'Antony : La gare du Chemin d'Antony du RER C et les gares d'Antony et La Croix de Berny du RER B.

### Énergie
Depuis 1985, la ville exploite les ressources géothermiques pour le chauffage urbain.[réf. nécessaire]

## Toponymie
L'étymologie du nom vient vraisemblablement de plantations de frênes en ces lieux.

## Histoire

### Du village de Frènes à la seigneurie de Berny
La ville s'est appelée Frènes, Frènes les Rungis.
C'est dans une bulle du pape Eugène III, en 1152, que l'on voit la première mention du nom du village, stipulant que le prieuré de Longpont y possède le tiers des dîmes.
En 1442, le roi Charles VI, donne les terres de Bernies (Berny) et d'Antony qu'il a confisquées à Alexandre le Boursier, à un bourgeois de Paris Jehan Sac. En 1601, Philippe de Cannaye, ambassadeur de France à Venise, est seigneur de Fresnes-lez-Rungis, il meurt et laisse sa terre à son fils en 1610.
Cette seigneurie passe ensuite à Pierre I Brûlart, seigneur de Berny et son épouse, Marie Cauchon, Dame de Sillery, puis à leur fils, Nicolas Brûlart de Sillery, et au fils de celui-ci, Pierre II Brûlart, (1583-1640, vicomte de Puiseux et secrétaire d'État aux Affaires étrangères, (1617-1626), marquis de Sillery, baron du Grand-Pressigny. Ambassadeur en Espagne, ce dernier va la réunir à Berny, liant ainsi les deux fiefs et faisant de son château de Berny un véritable palais, construit par François Mansart qui y fait ses premières armes, vers 1640. Les propriétaires seront successivement le premier Président au Parlement de Paris, Pomponne II de Bellièvre, qui rendra sa demeure célèbre en y tenant les réunions secrètes des instigateurs de la Fronde en (1648-1649). Puis elle passe à Hugues de Lionne pour qui cette seigneurie sera érigée en baronnie et Fresnes en marquisat (la titulature des deux noms devient interchangeable). Après son fils qui lui succède, la terre passe à l'abbaye de Saint-Germain-des-Prés, ainsi que le château de Berny, qui devient la maison de campagne de ses abbés commendataires.

### La construction de la prison

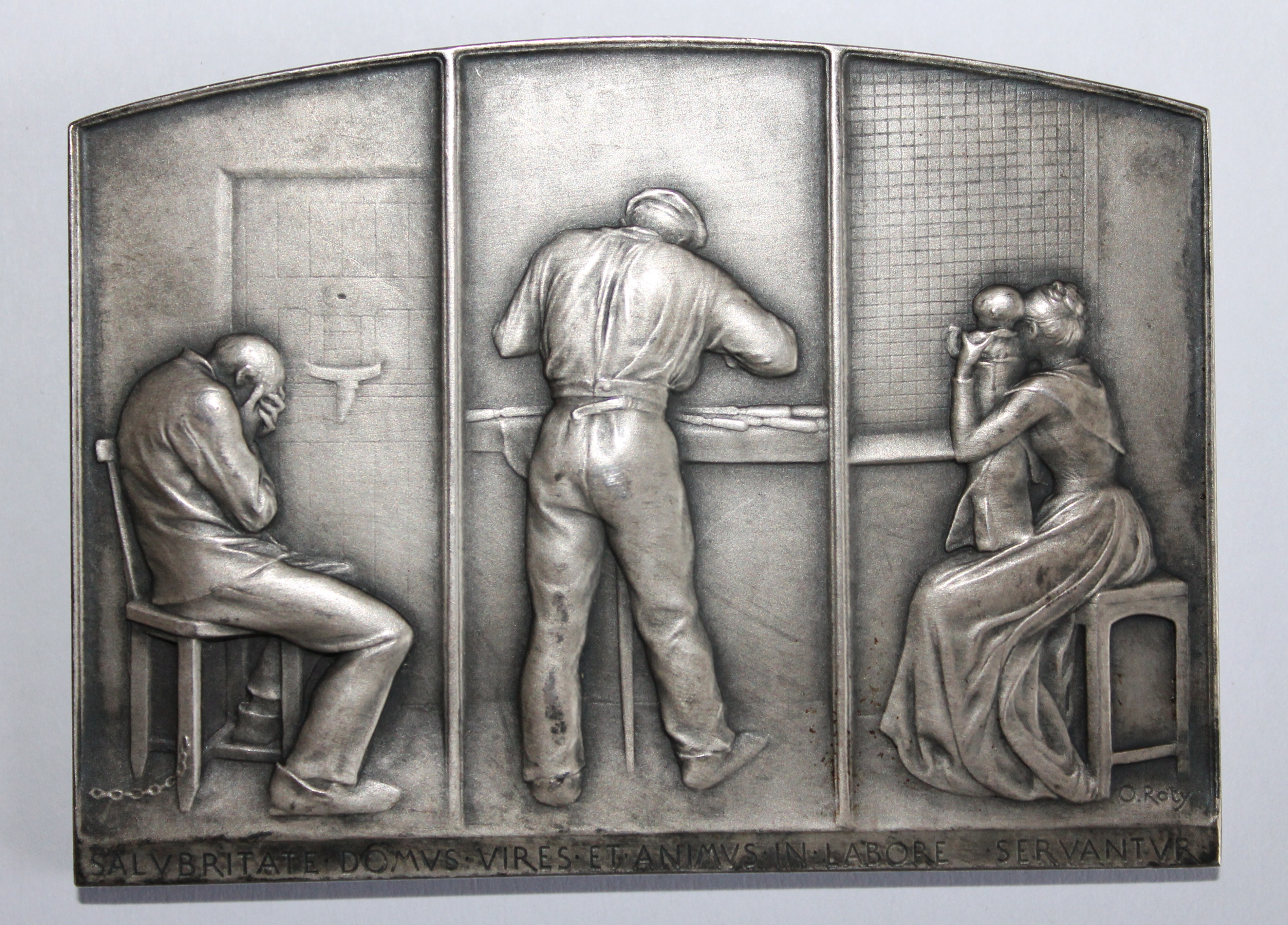
Médaille de l'inauguration des prisons de Fresnes-les-Rungis par Oscar Roty.

La commune est occupée le 16 septembre 1870, par les Prussiens.
Les grands événements de la fin du XIXe siècle seront la construction de la prison de 1895 à 1900, qui, de 1940 à 1950, servit de lieu d'enfermement, pour de nombreux résistants, puis de nombreux collaborateurs.

### La Première Guerre mondiale
Pendant la Première Guerre mondiale, l'institut des sœurs de Saint-Vincent-de-Paul devient l'Hôpital auxiliaire de l'association des Dames de France (HAADF) no 298.

### La Seconde Guerre mondiale
Le 22 août 1944, le général Leclerc reçoit enfin l’ordre de foncer vers Paris. Il décide de contourner la capitale par le sud pour éviter de se confronter aux défenses allemandes installées à l’ouest. Le groupement tactique du colonel Billotte passe par Longjumeau puis Antony en suivant la nationale 20. Arrivés à la Croix-de-Berny le 24 en soirée, ils sont pris sous le feu des canons installés au carrefour et à la prison de Fresnes. Il leur est impossible de passer sous les tirs ennemis.
Plusieurs groupes sont alors chargés de prendre des itinéraires différents pour faire taire l’artillerie allemande.
Le premier groupe parvient à anéantir le canon et son dépôt de munitions installés sur le carrefour en passant par la rue Velpeau à Antony.
Le second, constitué de trois chars, monte à la mairie de Fresnes pour emprunter ensuite l’avenue de la République. Devant l’édifice municipal éclatent quelques combats rapides qui font plusieurs blessés. Ceux-ci seront soignés dans la grande salle de la mairie servant alors de poste de secours temporaire. En descendant l’avenue, vers 19h, les chars sont ralentis car l’un d’entre eux, La Marne, est détruit par un obus.
Le char Notre-Dame-de-Lorette de la section Christen passe par l’avenue de Choisy (actuelle avenue de la Division-Leclerc) et par un tir bien placé détruit le canon qui défendait l’entrée de la prison mais emporté par son élan, il tombe dans la Bièvre.
À 20h, les défenses allemandes de la prison de Fresnes sont enfin réduites au silence et les prisonniers politiques libérés. En effet, dès 1940, l’occupant prenait possession puis administrait l’établissement pénitentiaire où de nombreux résistants seront détenus dont Germaine Tillion, Louis Armand, Marc Sangnier, Berty Albrecht.
Fresnes est maintenant libérée mais il est tard, la division Leclerc stoppe ses effectifs. Le général Leclerc ordonne au capitaine Dronne de prendre quelques unités et de rentrer dans Paris pour montrer aux habitants que la Libération est proche. Tandis que Dronne atteint l’Hôtel de Ville de Paris à 21h22, Fresnes enterre les soldats de la 2e DB morts pour les libérer.

## Politique et administration

### Rattachements administratifs et électoraux
Jusqu’à la loi du 10 juillet 1964, la commune faisait partie du département de la Seine. Le redécoupage des anciens départements de la Seine et de Seine-et-Oise fait que la commune appartient désormais au Val-de-Marne et son arrondissement de l'Haÿ-les-Roses après un transfert administratif effectif le 1er janvier 1968.
La commune était historiquement le chef-lieu du canton de Fresnes. Dans le cadre du redécoupage cantonal de 2014 en France, la commune fait désormais partie du canton de L'Haÿ-les-Roses.

### Intercommunalité
La commune était membre de la communauté d'agglomération du Val-de-Bièvre, créée le 1er janvier 2000.
Dans le cadre de la mise en œuvre de la volonté gouvernementale de favoriser le développement du centre de l'agglomération parisienne comme pôle mondial est créée, le 1er janvier 2016, la métropole du Grand Paris (MGP), à laquelle la commune a été intégrée.
La loi portant nouvelle organisation territoriale de la République du 7 août 2015 (loi NOTRe) prévoit également la création le 1er janvier 2016 d'établissements publics territoriaux (EPT), qui regroupent l'ensemble des communes de la métropole à l'exception de Paris, et assurent des fonctions de proximité en matière de politique de la ville, d'équipements culturels, socioculturels, socio-éducatifs et sportifs, d'eau et assainissement, de gestion des déchets ménagers et d'action sociale, et exerçant également les compétences que les communes avaient transférées aux intercommunalités supprimées.
La commune fait donc également partie depuis le 1er janvier 2016 de l'Établissement public territorial Grand-Orly Seine Bièvre créé par décret du 11 décembre 2015.

### Tendances politiques et résultats
Fresnes, est une ville ancrée à gauche depuis toujours.
- Liste des groupes politiques au sein du conseil municipal[24] et liste des élus représentant Fresnes[25].

### Liste des maires
| Période      | Période      | Identité                    | Étiquette             | Qualité |
| ------------ | ------------ | --------------------------- | --------------------- | --- |
| 1790         | 1801         | Guillaume Moulinot          | Révolutionnaire       | Laboureur |
| 1801         | 1809         | Fortune Gassot              |                       | |
| 1810         | 1815         | Julien Chaillioux           |                       | |
| 1815         | 1816         | Victor Jamet                |                       | |
| 1817         | 1830         | Jean-François Delouviez     |                       | |
| 1830         | 1847         | Clément Savoure             |                       | |
| 1847         | 1850         | Jacques Levitre             |                       | |
| 1850         | 1855         | Jean-Louis Rivet            |                       | |
| 1855         | 1857         | Jacques Denis               |                       | Gérant d'une tuilerie |
| 1857         | 1859         | Jean-Louis Rivet            |                       | |
| 1859         | 1871         | Félix Boucher               |                       | |
| 1871         | 1875         | Jean Raveneau               |                       | |
| 1875         | 1882         | Charles Lebourlier          |                       | Agriculteur |
| 1882         | 1884         | Léon Gastinel               |                       | |
| 1884         | 1892         | Pierre Denis                |                       | |
| 1892         | 1913         | Auguste Daix                |                       | |
| 1913         | 1935         | Pierre Ginisty              |                       | |
| 1935         | 1937         | Arthur Tellier (1870-1953)  | SFIO                  | Gazier-électricien |
| 1937         | 1939         | Maurice Catinat (1893-1980) | PCF                   | Ouvrier cimentier puis artisan maçon |
| 1944         | 1945         | Maurice Catinat             | PCF                   | |
| 1945         | 1965         | Henri Pujo                  | Indépendant de gauche | |
| mars 1965    | mars 1985    | André Villette              | DVG puis PS           | Employé puis éditeur ; dirigeant de la JOC ; directeur des Éditions ouvrières, conseiller général (1976-1988) Démissionnaire pour raisons de santé  |
| mars 1985    | mars 2001    | Gabriel Bourdin             | PS                    | Conseiller général (1988-2001) |
| mars 2001    | juillet 2017 | Jean-Jacques Bridey         | PS puis LREM          | Député du Val-de-Marne (7e circ.) (2012 → 2022) Conseiller général de Fresnes (2001 → 2012) Démissionnaire à la suite de sa réélection comme député |
| juillet 2017 | En cours     | Marie Chavanon              | PS                    | Fonctionnaire |

### Démocratie participative
La démocratie locale à Fresnes s’exprime au travers d'un conseil municipal d'enfants, d'un conseil des adolescents, et des conseils de quartiers (dirigés par un bureau composés de citoyens tirés au sort et qui se réunissent en assemblées plénières). Les conseils de quartier sont répartis sur 3 zones géographies distinctes : 
• Le quartier du Plateau (Nord-Ouest)
• Le quartier de la Bièvre (Est)
• Le quartier du Coteau (Centre et Sud-Ouest)

### Politique environnementale

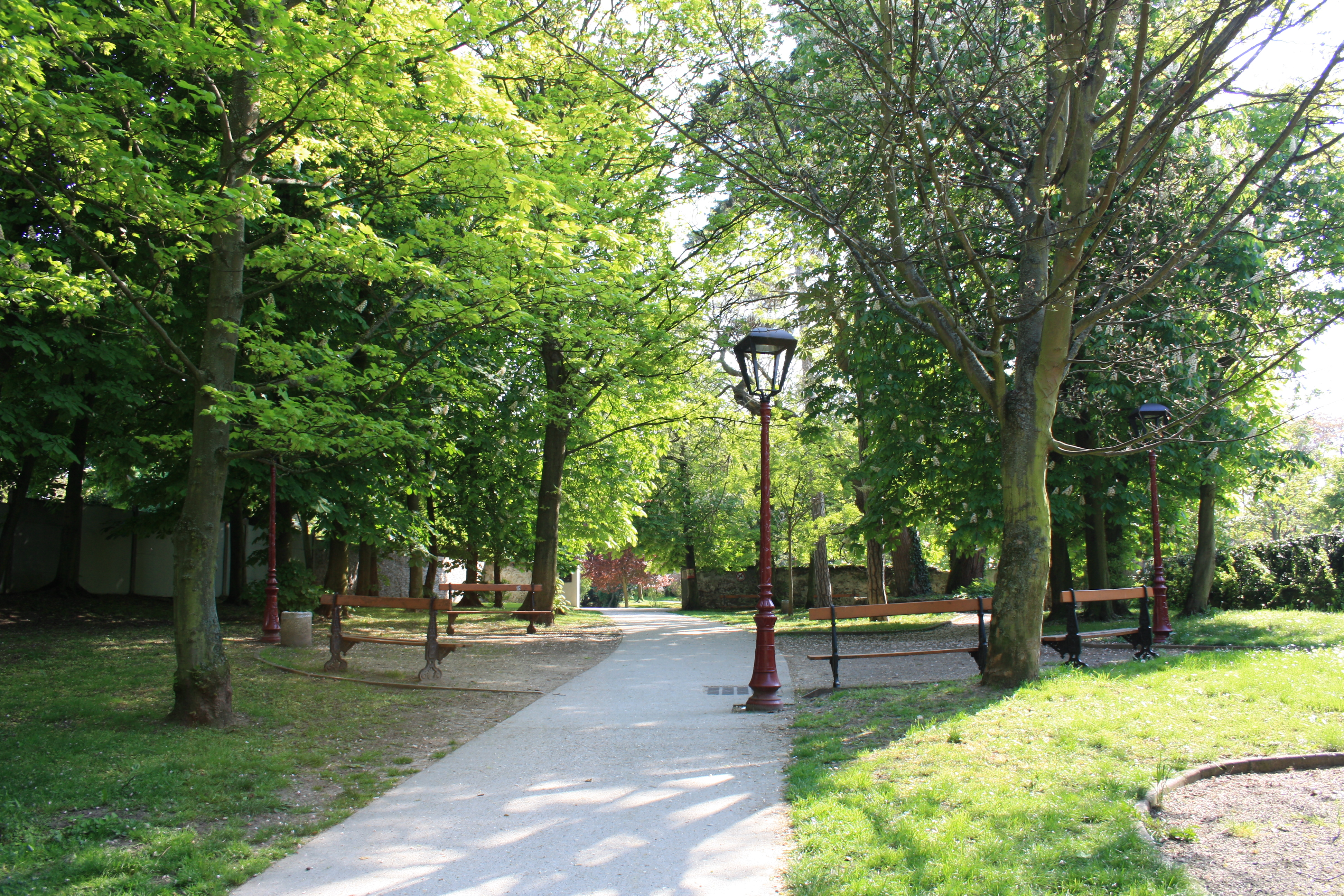
Parc André-Villette.

Plusieurs parcs et jardins : le parc des Sports, le parc André-Villette, le parc des Sports et promenade du bassin de Tourvoie, le parc du Moulin de Berny, le square du Clair Vallon, le square Charcot-Zola, le square Julien-Chailloux, le terrain de la Roulée, le square Tour-aux-Chartiers, le square de la Paix, le parc des Prés de la Bièvre et le parc Ténine.
Une centrale de géothermie a été mise en service en 1986 ainsi qu'une centrale de cogénération en 1998 pour la desserte du Nord de la ville en chauffage et eau chaude. En 1999, la municipalité et la Société Fresnoise de Chaleur (Sofrechal) raccordent encore de nouveaux ensembles immobiliers portant le réseau à 4 500 équivalent-logements desservis (aujourd'hui, on atteint le nombre de 5 350 équivalent-logement).
En mars 2004, à la suite d'un partenariat conseil régional Ile-de-France, ADEME et collectivités territoriales, un plan local était signé prévoyant des travaux de raccordement d’un ensemble de 1 474 équivalent-logements existants et 627 équivalent-logements nouveaux à ce réseau sur la période 2003-2006.
Cependant la gestion de ce réseau s'est toutefois avéré problématique et sujette à caution, occasionnant de nombreux dysfonctionnements, contentieux et pannes. Un différend a de fait opposé la Société d'investissement en énergie (SINERG) à Électricité de France (EDF) sur les conditions financières de la réalisation du raccordement d'une installation de cogénération au réseau public de distribution. En effet, deux réseaux, l'un au nord, l'autre au sud coexistent que la ville souhaite relier et en confiant la gestion pour trente ans à une entreprise privée par une concession de travaux publics. Ce qui n'est pas sans inquiéter les usagers et diverses associations qui se mobilisent.

### Jumelages
- Homberg (Allemagne) depuis le 14 juin 2008[35].

Diverses actions de coopération internationale et nombreuses associations internationales.

## Équipements et services publics

### Enseignement
Fresnes est située dans l'Académie de Créteil.
En 2009, la ville compte six écoles maternelles : Les Capucines, Les Blancs-Bouleaux, Les Marguerites, Les Tulipes, Les Coquelicots, Barbara ; sept écoles élémentaires: Louis-Pasteur, Emile-Roux, Jean-Monnet, Les Frères-Lumière, Robert-Doisneau, Barbara, Théodore-Monod ; trois collèges : Francine-Fromond, Antoine-de-Saint-Exupéry, Jean-Charcot ; et un lycée. Ce dernier, le lycée Frédéric-Mistral (en), possède l'un des meilleurs taux de réussite du Val-de-Marne avec 98,5 % de réussite au baccalauréat scientifique en 2005.

### Santé
Le centre municipal de santé (CMS) est désormais implanté dans de nouveaux locaux en centre-ville.

### Justice, sécurité, secours et défense
Fresnes est située dans le ressort du tribunal judiciaire de Créteil.
La ville est dotée d'un important établissement pénitentiaire, le centre pénitentiaire de Fresnes, qui comprend une maison d'arrêt et l'établissement public de santé national de Fresnes. Elle accueille par ailleurs le siège de la direction interrégionale des services pénitentiaires de Paris.

## Population et société

### Démographie
L'évolution du nombre d'habitants est connue à travers les recensements de la population effectués dans la commune depuis 1793. Pour les communes de plus de 10 000 habitants les recensements ont lieu chaque année à la suite d'une enquête par sondage auprès d'un échantillon d'adresses représentant 8 % de leurs logements, contrairement aux autres communes qui ont un recensement réel tous les cinq ans,.

En 2022, la commune comptait 29 298 habitants, en évolution de +6,86 % par rapport à 2016 (Val-de-Marne : +3 %, France hors Mayotte : +2,11 %).
| 1793 | 1800 | 1806 | 1821 | 1831 | 1836 | 1841 | 1846 | 1851 |
| ---- | ---- | ---- | ---- | ---- | ---- | ---- | ---- | ---- |
| 361  | 327  | 330  | 336  | 346  | 415  | 386  | 453  | 427  |

| 1856 | 1861 | 1866 | 1872 | 1876 | 1881 | 1886 | 1891 | 1896 |
| ---- | ---- | ---- | ---- | ---- | ---- | ---- | ---- | ---- |
| 433  | 451  | 555  | 471  | 542  | 510  | 594  | 611  | 853  |

| 1901  | 1906  | 1911  | 1921  | 1926  | 1931  | 1936  | 1946  | 1954  |
| ----- | ----- | ----- | ----- | ----- | ----- | ----- | ----- | ----- |
| 2 400 | 2 814 | 3 037 | 3 869 | 3 722 | 5 239 | 6 023 | 8 734 | 7 750 |

| 1962   | 1968   | 1975   | 1982   | 1990   | 1999   | 2006   | 2011   | 2016   |
| ------ | ------ | ------ | ------ | ------ | ------ | ------ | ------ | ------ |
| 21 527 | 26 847 | 28 539 | 25 902 | 26 959 | 25 213 | 25 575 | 26 371 | 27 416 |

| 2021   | 2022   | - | - | - | - | - | - | - |
| ------ | ------ | - | - | - | - | - | - | - |
| 28 780 | 29 298 | - | - | - | - | - | - | - |

### Manifestations culturelles et festivités

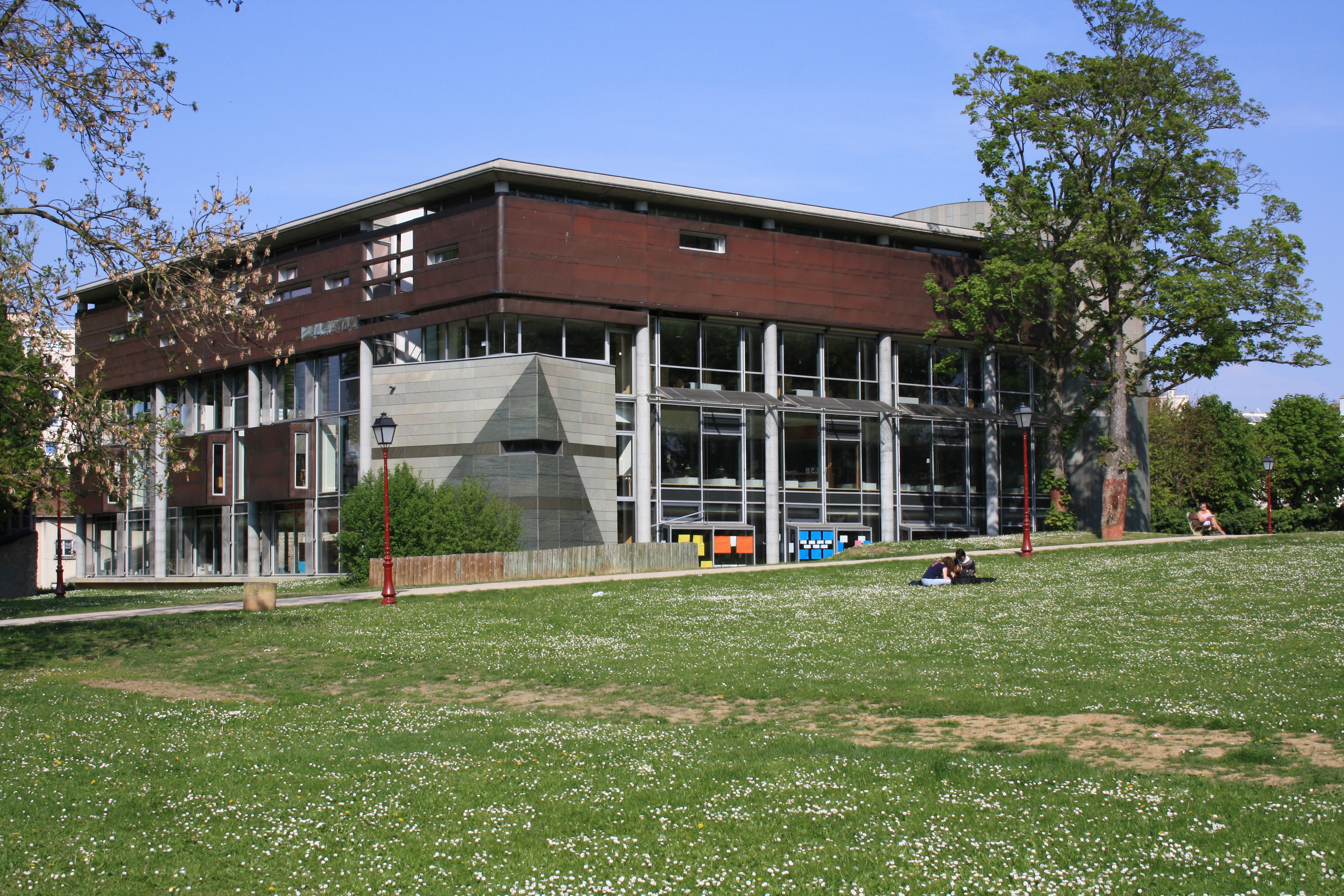
Médiathèque.

L'activité culturelle est assez variée : du spectacle vivant aux arts plastiques, du cinéma à la musique, trois structures municipales, deux structures de l’agglomération du Val-de-Bièvre et trois structures associatives coexistent, ainsi que les expositions temporaires, ou encore les associations qui ont une pratique et un enseignement artistique. Grange Dîmière - Théâtre de Fresnes, École d'arts de Fresnes (ex-CAPAS), Conservatoire à rayonnement départemental (CRD), Écomusée, MJC intercommunales où a commencé la carrière du groupe Tryo, AVARA, Théâtre en Rond, Espace d'Art Chaillioux (expositions artistiques) ainsi que la bibliothèque municipale Gabriel-Bourdin.
La bibliothèque de Fresnes organise aussi un grand nombre d'évènements.

### Sports et loisirs
Outre la piscine intercommunale, l'école municipale des sports, de nombreux équipements sportifs dont 2 stades, 7 gymnases, ainsi que, en plus des associations sportives des trois collèges, des associations sport et jeunesse parmi lesquelles :
- Association amicale et sportive de Fresnes (AAS FRESNES)
- Amicale des plongeurs fresnois (APF)
- Club de randonnée de la MJC de Fresnes

### Médias
Chaque mois, la ville de Fresnes distribue à chaque foyer Fresnois, le « Panorama », un magazine mensuel regroupant toute l’actualité de la ville et faits importants. Ceux qui ne souhaitent le recevoir peuvent en faire la demande. Disponible en ligne sur le site internet de la ville ou en version papier, il est également disponible en version audio depuis quelques années grâce à l’association des Donneurs de Voix.

### Cultes

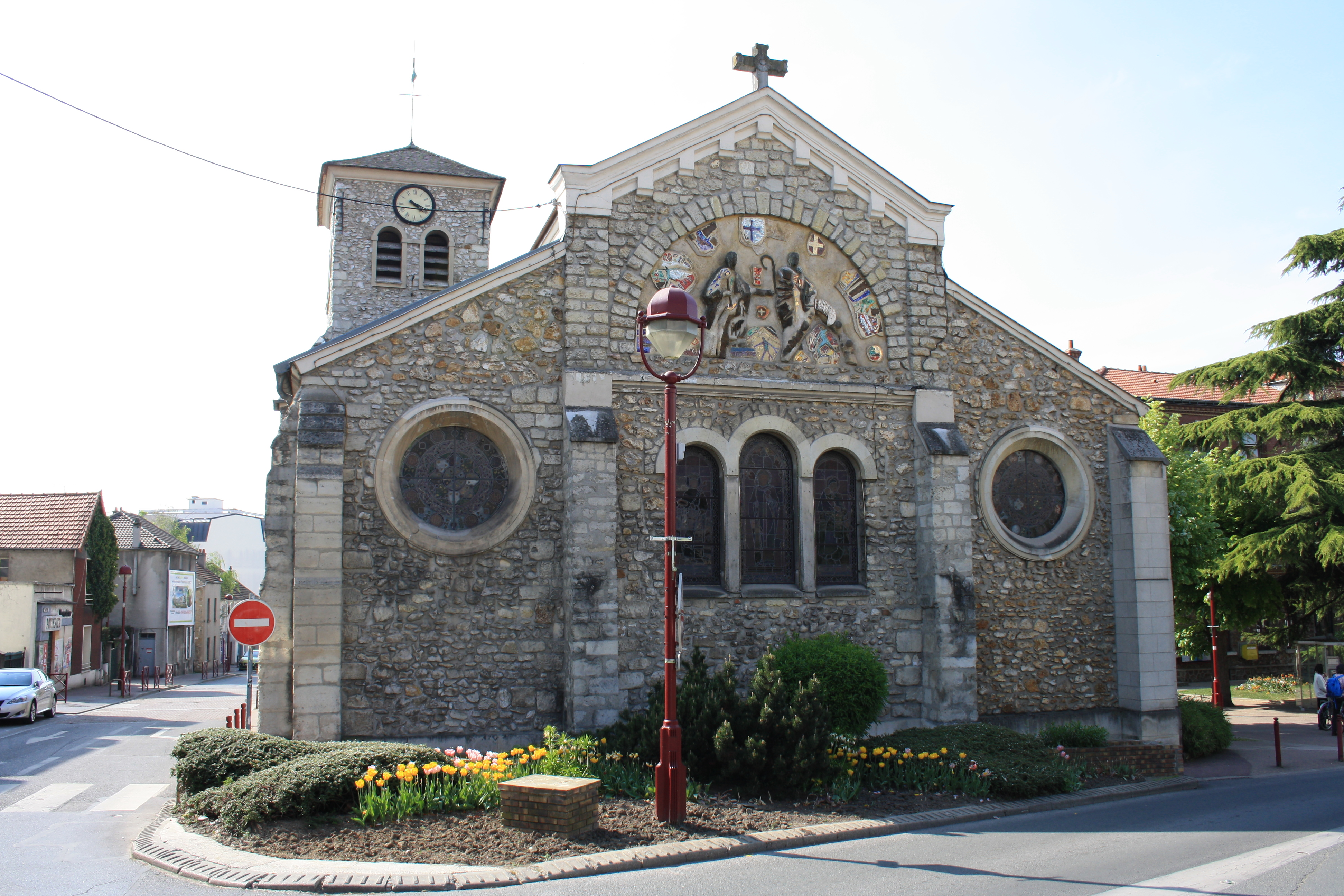
Église Saint-Éloi.

- Culte catholique : église Notre-Dame-de-la-Merci, église Saint-Éloi, église Saint-Paul de-la-Vallée-aux-Renards.
- Culte protestant : église protestante évangélique.
- Culte musulman : ACMEF (Association culturelle musulmane et éducative de Fresnes).

## Économie
À la suite de la création en 2000 de la communauté d'agglomération de Val de Bièvre (C.A.V.B) le tissu économique s'est diversifié, notamment en se dotant d'une pépinière d'entreprises.
Les 7 communes de la C.A.V.B comptent plus de 8000 établissements dont près de 4000 entreprises, essentiellement des PME-PMI, et 41 000 salariés.
La C.A.V.B a permis la mise en place de la taxe professionnelle à taux unique (T.P.U). Principale ressource et moteur de développement, cette taxe est aussi un indicateur de dynamisme : augmentation de 5 % des bases de taxe professionnelle pour l’année 2004. Des associations viennent en soutien aux Fresnois.
Le Val de Bièvre s’inscrit dans la "Vallée Scientifique et Technologique de la Bièvre", qui est un pôle d’activité majeur en matière de santé/recherche, permettant de disposer d'un pôle de formation développé (250 écoles), et constitue un pôle d’excellence dense (sur 90 km2 de Clamart à Villejuif et d’Antony à Gentilly) notamment dans les métiers de la santé avec pas moins de 25 établissements hospitaliers et près de 50 laboratoires de recherche scientifique et technologique.

### Revenus de la population et fiscalité
Le revenu fiscal médian par ménage était en 2006 de 20 577 €, ce qui place Fresnes au 2 561e rang parmi les 30 687 communes de plus de 50 ménages en métropole.

### Emploi
- Nombre d’entreprises : 260
- Nombre d’emplois : 7 067

### Entreprises et commerces
- Nombre d’entreprises : 260

## Culture locale et patrimoine

### Lieux et monuments

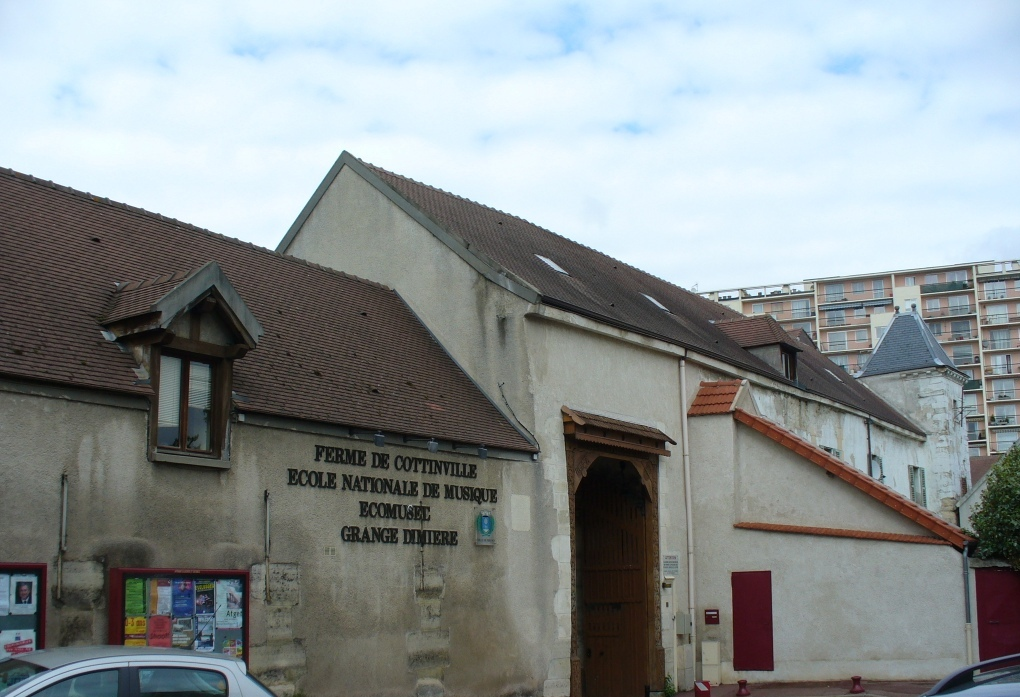
Ferme de Cottinville.

- La ferme de Cottinville[50] est un ancien corps de ferme qui appartenait à la seigneurie de Fresnes du XIIe siècle à la Révolution. Elle abrite l'écomusée du Grand-Orly Seine Bièvre[51] qui inventorie, collecte et documente le patrimoine de la banlieue sud, un conservatoire à rayonnement départemental (CRD)[52], ancienne école nationale de musique, et la salle de spectacles de la Grange Dîmière[53].
- L'église Saint-Éloi, au centre-ville, est en partie de la fin du XIIe siècle. Elle a été restaurée en 1953. Elle est composée d'une nef, encadrée de bas-côtés, sans transept, avec un chevet plat, refait et percé d'un triplet. La dernière travée de la nef forme le chœur en voûtes d'ogives, partie la plus ancienne. On y trouve à l'intérieur : une dalle armoriée de Philippe de Cannaye, une jolie statue en pierre de la Vierge à l'Enfant, à l'autel du bas-côté sud, un tableau d'Étienne Jeaurat (1699-1789), L’Annonciation, qui provient de l'église Saint-Séverin. Le clocher renferme une cloche dont le parrain est M. le comte de Clermont et la marraine Mlle Leduc[Note 6].
- Le château de Berny situé entre Fresnes et Antony (92) fut réaménagé par François Mansart en 1623 et devint siège d'un marquisat. Démoli vers 1925, il n'en reste aujourd'hui que des vestiges : une façade du XVIIe siècle (celle du pavillon nord), désormais incorporée à un immeuble d'habitation (34 chemin du Moulin), est classée aux Monuments Historiques[54]: hautes fenêtres et balcons. Le parc s'étendait sur la commune d'Antony.
- Le château de Tourvoie, situé boulevard des Prés.
- La maison d’arrêt de Fresnes construite en 1898, elle est, avec Fleury-Mérogis et la Santé, l’un des trois grands établissements pénitentiaires de la région parisienne ainsi que l'un des plus importants de France. D’une capacité de 1 444 places, elle accueillait 1 641 personnes détenues au 28 juin 2005. C'est de cette prison qu'a eu lieu, le 12 mars 2003, la spectaculaire évasion d'Antonio Ferrara.
- Maison du Champ de Courses, situé au no 20 de l'avenue Paul-Vaillant-Couturier, ce champ de courses célèbre de 1834 à 1848 était situé partie sur Antony, partie sur Fresnes à la Croix-de-Berny. Il ferma définitivement en 1893. L'inscription « Haras de Berny-Pavillon des Courses » en gardait le souvenir.
- Marché couvert, réalisé en 1954 ; intéressante architecture de couverture en béton.
- Croix, rue de Wissous, sentier des Glaises et chemin de la Tour-aux-Chartiers, croix de pierre du XIIIe siècle, provenant sûrement de l'ancien cimetière (qui était peut-être à cet emplacement). Elle est ornée de deux figures du Christ et de la Vierge très abîmées.

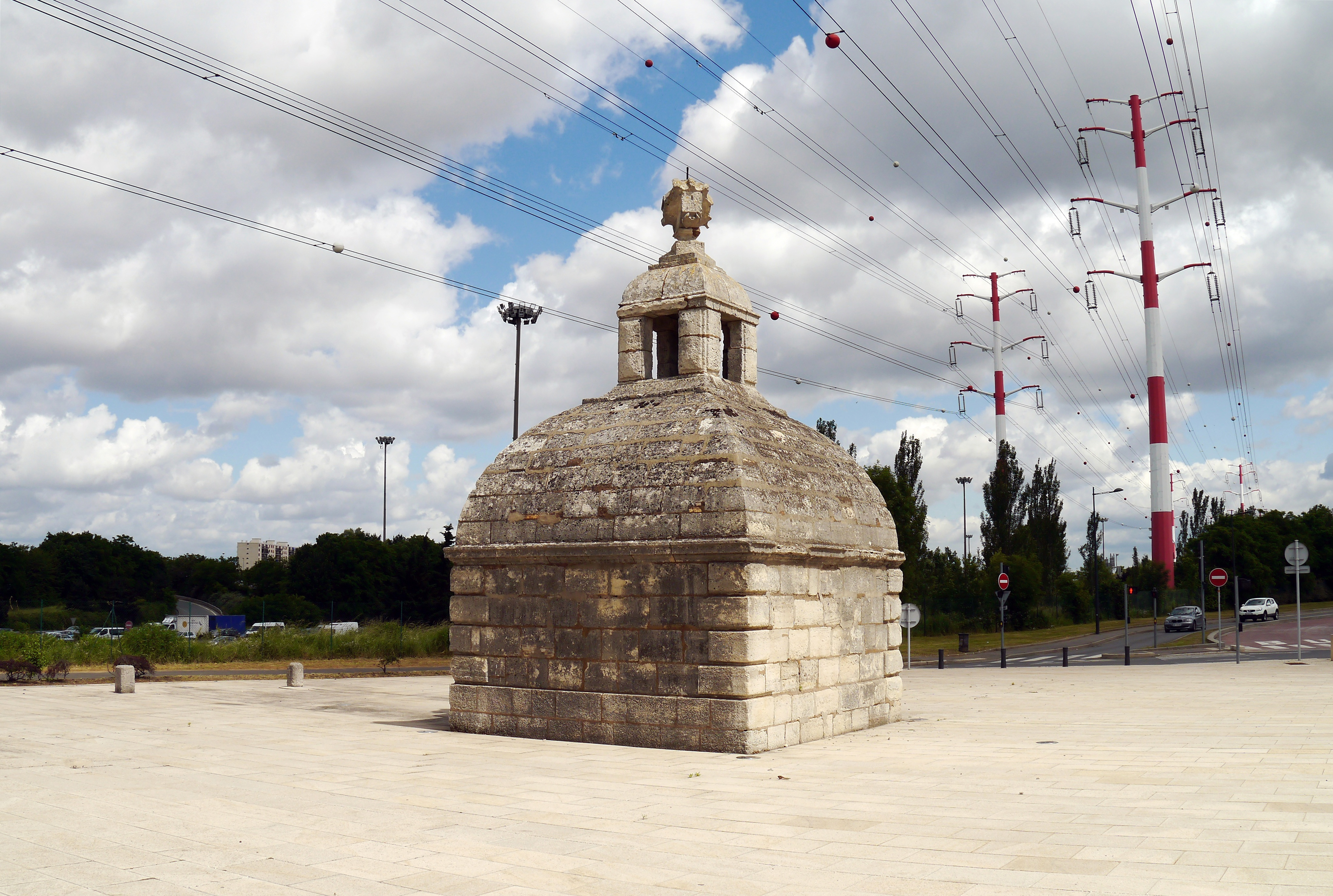
Regard de la Loge.

- Regard no 3 de l'aqueduc Médicis (regard de la Loge)[55], au chemin de Rungis, encore en plein champ au milieu du XXe siècle au nord de la route de Choisy, c'est un regard de l'aqueduc d'Arcueil qui se présente comme au XVIIe siècle. Édifice trapu, avec un toit en écailles, coiffé d'un lanternon. Les regards no 4 et no 5 sont également situés sur la commune.
- L'église Saint-Paul de-la-Vallée-aux-Renards.

### Patrimoine culturel
L'activité culturelle est assez variée : du spectacle vivant, aux arts plastiques, du cinéma à la musique, trois structures municipales, deux structures de l’agglomération du Val-de-Bièvre et trois structures associatives coexistent, ainsi que les expositions temporaires, ou encore les associations qui ont une pratique et un enseignement artistique.
Grange dîmière - Théâtre de Fresnes, École d'arts de Fresnes (ex-CAPAS), Conservatoire à rayonnement départemental (CRD), Écomusée du Grand-Orly Seine Bièvre, MJC, AVARA, Théâtre en Rond, Espace d'Art Chaillioux (expositions artistiques) ainsi que la bibliothèque municipale Gabriel-Bourdin.
La bibliothèque de Fresnes : initialement installée dans une salle de la mairie, son importante fréquentation a amené la construction, fin 1976, d'un bâtiment préfabriqué aménagé au 26, rue Maurice-Ténine pour accueillir la bibliothèque, parallèlement à la création d'une bibliothèque annexe dans le quartier Nord, avant la construction, à l’entrée du parc André-Villette, d’un nouveau bâtiment à l’architecture moderne et plus adaptée, inauguré en mai 1999.

### Personnalités liées à la commune
- Augustine-Suzanne Brohan (1807-1877) et Madeleine Brohan (1833-1900), actrices, vécurent à Fresnes et sont inhumées au cimetière de Fresnes[58].
- Léon Gastinel (1823-1906), violoniste et compositeur de musique, est mort à Fresnes.
- Albert Roper (1891-1969), aviateur, a vécu et est inhumé à Fresnes.
- Maurice Ténine (1907-1941), médecin, conseiller municipal et résistant fusillé en 1941[59].
- Alain Delon (1935), acteur et homme d'affaires, a grandi à Fresnes.
- Jean-Jacques Werner (1935-2017), compositeur, directeur du Conservatoire (CRD) de Fresnes.
- Timothy Hannem (1979-), artiste et illustrateur connu pour l'exploration urbaine, a grandi à Fresnes.
- Emma Becker (1988-), écrivaine, est née à Fresnes.
- Le groupe Tryo (1996), formé à la MJC de Fresnes[60].

Même si leur séjour dans la commune était de leur part bien entendu involontaire, on peut aussi noter la présence à Fresnes de prisonniers célèbres, incarcérés au centre pénitentiaire.

### Films tournés à Fresnes
- La Millième Fenêtre (1960) de Robert Ménégoz, tourné dans la résidence du Clos la Garenne[61].
- Paris brûle-t-il ? (1966) de René Clément, dont une scène de destruction de char par un canon fut tournée au no 28 avenue de la République[62].
- Le Cerveau (1969) de Gérard Oury : la scène d'évasion à 08'08 ; Anatole (Bourvil) aide Arthur (Jean-Paul Belmondo) à s'évader de prison de Fresnes. La scène, assez courte, a été tournée à l'emplacement actuel du groupe d'immeubles sis allée du Château d'eau.

### Héraldique, logotype et devise
| Blason de Fresnes | Les armes de Fresnes se blasonnent ainsi : D'azur au frêne d'or, terrassé du même, au mouton d'argent passant et brochant sur le fût de l'arbre. |

## Pour approfondir